# Neoplan N4516
Neoplan Centroliner N4516 (или Neoplan Centroliner 12 LE) — 12-метровый низкопольный городской автобус, выпускаемый с 1997 года немецкой маркой Neoplan. В 2007 году выиграл звание «Автобус года-2007».

## Модификации
Neoplan Centroliner выпускается в нескольких модификациях:
- Neoplan N4516 — 12-метровый автобус (базовая модель).
- Neoplan N4516P — 12-метровый автобус, выпускается с 1998 года, отличается разделенным лобовым стеклом, имеет мощный охлаждающий кондиционер, более приплюснутый, имеет меньшую высоту.
- Neoplan N4522 — 18,7-метровый сочлененный автобус, за основу взят Neoplan N4516.
- Neoplan N4522P — 18,7-метровый сочлененный автобус, за основу взят Neoplan N4516. Выпускается с 1999. Выглядит в точности как Neoplan N4516P, с разделенным ветровым стеклом, был разработан Solaris Bus & Coach.

## Описание модели
Neoplan N4516 «Centroliner» предназначен для работы в черте города, поэтому выполнен с повышенным комфортом перевозки пассажиров. В длину достигает 11,94 метров, в ширину — 2,5 метра и в высоту 2,95 метра (модификация P более сплюснутая и имеет в высоту 2,86 метра). Кузов вагонной компоновки, несущий, силовой. Имеет повышенную степень защиты от коррозии, его срок службы при хороших техосмотрах может достичь 30 лет (рассчитан в среднем на 25 лет работы). Передок автобуса прямой, бампер сварной и очерчен четко, поэтому почти незаметен. По бокам размещены по 3 линзовые мощные фары — благодаря этому автобус имеет достоинство мощного освещения дороги. Также передок может быть разделен на округлые панели и разноцветно окрашен. Эмблема Neoplan размещена посередине.
Лобовое стекло гнутое, бесцветное и толстое, панорамного типа и неразделённое, стеклоочистители расположены друг над другом. Ветровое стекло может быть разделено в модификации N4516P, которая была разработана Solaris, его стеклоочистители рычажные. Боковины покрыты стеклопластиком и стальным листом; на заказ задние колеса могут быть закрыты обшивкой. Одной из особых примет автобуса служат огромные боковые стекла «уши кролика», которые крепятся сверху и опускаются снизу.
Задок автобуса имеет небольшое заднее стекло и четыре задние фары.
Маршрутоуказатели электронные, установлены спереди и сзади, а по заказу и по бокам. Автобус имеет 2 или 3 двустворчатые двери, раздвижные поворотно посредством электропневмопривода.
Салон выполнен с улучшенным дизайном как рабочего места водителя, так и салона пассажиров. Пол низкий. Пол или пластиковый, или линолеумный, имеет крашеные блестки. По всему салону установлено много перил с кожаными держателями; на перилах монтируются компостеры и кнопки для аварийного открытия двери или сигнала вызова. Кресла мягкие, раздельного или ковшового типа, из легко очищаемого материала. Автобус рассчитан на 36 сидячих мест и ещё 56-64 стоячих, общая пассажировместимость составляет 86-100 человек. Автобус имеет сборную площадку посередине салона, там же есть места, отведенные для пассажиров-инвалидов в колясках, оборудованные специальными ремнями безопасности и кнопками вызова водителя. Обдув салона происходит через кондиционеры, установленные по всему салону, так как люки не предусмотрены; также имеется система климат-контроля. Можно установить огнетушитель ёмкостью 8 литров и оборудовать автобус дополнительными вентиляторами. Зимой действуют жидкостные электрокалориферы мощностью 16 киловатт (по 4 калорифера).
Кресло водителя соответствует эргономическим и эстетическим требованиям, пульт управления выполнен из стеклопластика. Также в кабине есть предметы первой помощи и дополнительные средства обогрева или обдува. Коробка передач 4- или 6-скоростная, подвеска оснащена системой книлинга кузова.

## Технические характеристики
| Техническая характеристика Neoplan N4516        |                                                       |
| Модификация                                     | Neoplan N4516 Centroliner                             |
| Производство, с                                 | и 1997                                                |
| Подобные                                        | N4522; N4516P                                         |
| Длина, мм                                       | 11950                                                 |
| Ширина по молдингу, мм                          | 2500                                                  |
| Высота, мм                                      | 2985                                                  |
| Колесная база, мм                               | 5875                                                  |
| Передний свес, мм                               | 2700                                                  |
| Задний свес, мм                                 | 3375                                                  |
| Диаметр поворота, минимальный, м                | 22,15                                                 |
| Клиренс, мм                                     | 320                                                   |
| Снаряжённая масса, кг                           | 11540                                                 |
| Полная масса, кг                                | 18000                                                 |
| Нагрузка на переднюю ось, мм                    | 7245                                                  |
| Нагрузка на заднюю ось, мм                      | 11500                                                 |
| Тормозные системы                               | барабанного типа, оснащенные ABS и ASR                |
| Компрессация воздуха                            | оснащена ECAS                                         |
| Дополнительные тормоза                          | дисковые; при парковке                                |
| Шины                                            | дисковые 275/70 R22,5                                 |
| Сидячих мест, штук                              | 36—41                                                 |
| Стоячих мест, чел.                              | 46—64                                                 |
| Полная пассажировместимость, чел.               | 86—100                                                |
| Пол                                             | низкий, расстояние 34 сантиметра до земли             |
| Пол салона                                      | из линолеума или пластика                             |
| Двигатель                                       | MAN D 2066 LUH                                        |
| Коробка передач                                 | 4-ступенчатая (стандартная), 6-ступенчатая (на заказ) |
| Мощность, КВт                                   | 199—228                                               |
| Ёмкость топливного бака, литров                 | 280                                                   |
| Максимальная скорость при полной загрузке, км/ч | 95—125                                                |
| Максимальная скорость при пустом салоне, км/ч   | 130                                                   |